# Kemična opeklina
Kemična opeklina nastane, ko je tkivo izpostavljeno jedki snovi, kot so kisline in baze. Stopnje kemičnih opeklin so opredeljena v pravilnikih o kemičnih opeklinah, toda vse imajo skupno posledico: poškodbo tkiva. Glavne skupine dražilnih ali jedkih snovi so: kisline, baze, organska topila, beli fosfor, oksidanti in reducenti. Kemične opekline lahko povzročijo tudi določene vrste kemičnega orožja (npr. dušikov iperit, lewisit). Hude kemične opekline so lahko smrtno nevarne.
Snovi, ki povzročajo kemične opekline, lahko imajo naslednje lasnosti:
- ne potrebujejo izvora energije za delovanje,
- delujejo takoj po stiku s tkivom,
- pri vdihovanju ali zaužitju se lahko znaki zastrupitve pokažejo šele po 6 do 24 urah,
- njihovo delovanje na poškodovancu je lahko zelo boleče,
- rane na tkivu se po taki poškodbi celijo zelo počasi,
- po odstranitvi s površine kože lahko delujejo v globino še 2–3 dni, preden se začne celjenje kože,
- pri zaužitju pa lahko v telesu delujejo od 7 do 21 dni.

Kemične opekline nastanejo zaradi neposrednega stika jedčine s kožo ali očmi, pri vdihovanju jedkih hlapov ali pri zaužitju. Točni simptomi kemične opekline se razlikujejo, odvisno od vpletene kemijske spojine. Simptomi so lahko srbež, potemnitev kože, opekline na koži, otežkočeno dihanje, izkašljevanje krvi, nekroza tkiva in smrt. 
Proizvodnja kemičnih izdelkov, rudarstvo, medicina in sorodna področja predstavljajo večjoje nevarnost kemičnih opeklin.